# Uchte
Uchte – miasto (niem. Flecken) w Niemczech w kraju związkowym Dolna Saksonia, w powiecie Nienburg (Weser), siedziba gminy zbiorowej Uchte.